# William O. Douglas
William Orville Douglas (16 de outubro de 1898 – 19 de janeiro de 1980) foi um jurista e político estado-unidense que atuou como Juiz Associado da Suprema Corte dos Estados Unidos. Indicado pelo presidente Franklin D. Roosevelt, Douglas foi confirmado pelo aos 40 anos de idade, sendo um dos juízes mais jovens a entrar na Suprema Corte. Seu mandato, que foi de trinta e seis anos e duzentos e onze dias (1939–1975), é o mais longo da história da Suprema Corte. Em 1975, a Revista Time chamou Douglas de "o libertário mais doutrinador e comprometido que já chegou a estar na corte".
Após passar a sua infância como um itinerante, Douglas estudou na Whitman College através de uma bolsa de estudos. Ele se formou na Columbia Law School em 1925 e se juntou ao corpo docente da Yale Law School. Após servir como o terceiro presidente da Comissão de Títulos e Câmbio, Douglas foi nomeado de forma bem sucedida para a Suprema Corte, sucedendo o juiz associado Louis Brandeis. Ele foi seriamente considerado como um candidato para vice-presidente da candidatura democrata na eleição presidencial de 1944 e pressionado (o nome dado ao ato de pressionar uma pessoa para lançar uma candidatura a um cargo político nos Estados Unidos é draft) de forma mal sucedida para se candidatar na eleição de 1948. Douglas trabalhou na Suprema Corte até a sua aposentadoria em 1975, e foi sucedido por succeeded by John Paul Stevens. Douglas possui inúmeros recordes como juiz associado, incluindo o de maior número de opiniões em casos na corte.
Douglas escreveu a opinião da ala majoritária da corte em casos importantes; tais como Griswold v. Connecticut, United States v. Paramount Pictures, Inc., Brady v. Maryland e Terminiello v. City of Chicago. Ele também escreveu opiniões dissidentes em casos como Dennis v. United States, Brandenburg v. Ohio, e Terry v. Ohio. Ele também era conhecido por ser um opositor ferrenho da Guerra do Vietnã e um forte advogado do ambientalismo.